# Hikaru Naomoto
Hikaru Naomoto (猶本光, Naomoto Hikaru), née le 3 mars 1994 à Ogōri dans la préfecture de Fukuoka au Japon, est une footballeuse internationale japonaise.

## Biographie

### Carrière en club
Hikaru Naomoto joue dans les équipes de jeune du club de Fukuoka J Anclas de 2007 à 2012, puis elle rejoint début 2012 le club des Urawa Red Diamonds Ladies.

### Carrière internationale
Internationale dans la catégorie des moins de 17 ans, Hikaru Naomoto participe à la Coupe du monde féminine des moins 17 ans en 2010 qui se déroule à Trinité-et-Tobago.
En 2012, elle participe à la Coupe du monde féminine des moins de 20 ans qui se déroule au Japon.

## Palmarès

### En sélection
- Finaliste de la Coupe du monde des moins de 17 ans 2010
- Vainqueur de la Coupe d'Asie des moins de 19 ans 2011
- Troisième de la Coupe du monde des moins de 20 ans 2012